# Йоа-Гейвен
Йоа-Гейвен (інуктитут Uqsuqtuuq, ᐅᖅᓱᖅᑑᖅ, англ. Gjoa Haven [ ˌdʒoʊ ˈheɪvən]) — село у Канаді у регіоні Кітікмеот території Нунавут. Населення становить 1 279 чоловік. Є аеропорт.

## Географія
Розташовується на південному сході Острова Короля Вільяма Канадського Арктичного архіпелагу.

### Клімат
Село знаходиться у зоні, котра характеризується кліматом полярних пустель. Найтепліший місяць — липень із середньою температурою 8 °C (46.4 °F). Найхолодніший місяць — лютий, із середньою температурою -34.1 °С (-29.3 °F).
| Клімат Йоа-Гейвена      | Клімат Йоа-Гейвена | Клімат Йоа-Гейвена | Клімат Йоа-Гейвена | Клімат Йоа-Гейвена | Клімат Йоа-Гейвена | Клімат Йоа-Гейвена | Клімат Йоа-Гейвена | Клімат Йоа-Гейвена | Клімат Йоа-Гейвена | Клімат Йоа-Гейвена | Клімат Йоа-Гейвена | Клімат Йоа-Гейвена | Клімат Йоа-Гейвена |
| Показник                | Січ.               | Лют.               | Бер.               | Квіт.              | Трав.              | Черв.              | Лип.               | Серп.              | Вер.               | Жовт.              | Лист.              | Груд.              | Рік                |
| Абсолютний максимум, °C | −6                 | −11                | −5                 | 1                  | 6,5                | 20,8               | 24,1               | 22,5               | 15,4               | 4,5                | −0,8               | −8,3               | 24,1               |
| Середній максимум, °C   | −30,4              | −30,7              | −25,1              | −16                | −5,9               | 4,2                | 12,1               | 8,9                | 2,1                | −6,7               | −19                | −26,6              | −11,1              |
| Середня температура, °C | −33,8              | −34                | −28,9              | −20,4              | −9,4               | 1,4                | 8                  | 5,8                | 0,1                | −9,5               | −22,4              | −29,9              | −14,4              |
| Середній мінімум, °C    | −37,1              | −37                | −32,6              | −24,8              | −12,9              | −1,5               | 3,8                | 2,7                | −2                 | −12,3              | −25,8              | −33,1              | −17,7              |
| Абсолютний мінімум, °C  | −48,3              | −50,2              | −46,3              | −40                | −28,2              | −17                | −1,1               | −5                 | −14,3              | −32                | −39,4              | −44                | −50,2              |
| Норма опадів, мм        | 8.3                | 7.8                | 12.9               | 13.5               | 15                 | 14.7               | 21.2               | 28.4               | 24.2               | 25                 | 11.4               | 8.8                | 191                |
| ----------------------- | ------------------ | ------------------ | ------------------ | ------------------ | ------------------ | ------------------ | ------------------ | ------------------ | ------------------ | ------------------ | ------------------ | ------------------ | ------------------ |
| Джерело: Weatherbase    |                    |                    |                    |                    |                    |                    |                    |                    |                    |                    |                    |                    |                    |

## Назва
Англійська назва села походить від норвезького «Gjøahavn», що перекладається як «порт Йоа», на честь корабля «Йоа» норвезького полярного дослідника Руала Амундсена, який з 1903 року вимушено знаходився тут майже два роки. Ескімоська назва Uqsuqtuuq означає «місце, де багато жиру».

## Населення
Населення села Йоа-Гейвен за переписом 2011 року становить 1 279 чоловік і для нього характерним є зростання у період від переписів 2001 й 2006 років. Взагалі, Йоа-Хейфен доволі швидко розвивається:
- 1961 рік — 100 осіб[4]
- 2001 рік — 960 осіб[5]

- 2006 рік — 1 064 особи[5]

- 2011 рік — 1 279 осіб.[1]

Данні про національний склад населення, рідну мову й використання мов у селі Кеймбридж-Бей, отримані під час перепису 2011 року, будуть оприлюднені 24 жовтня 2012 року. Перепис 2006 року дає такі данні:
- корінні жителі — 995 осіб,
- некорінні — 65 осіб.

| Мова              | Кількість населення, осіб |
| Тільки англійська | 580                       |
| Тільки французька | 0                         |
| Інша мова (мови)  | 480                       |

| Мова                                          | Кількість населення, осіб |
| Тільки англійська                             | 1 015                     |
| Тільки французька                             | 0                         |
| Французька і англійська                       | 0                         |
| Не володіють ані англійською, ані французькою | 40                        |

| Мова                         | Кількість населення, осіб |
| Англійська                   | 910                       |
| Французька                   | 0                         |
| Неофіційна мова              | 150                       |
| Англійська і неофіційна мови | 10                        |

| Мова                         | Кількість населення, осіб |
| Англійська                   | 415                       |
| Неофіційна мова              | 55                        |
| Англійська і неофіційна мови | 10                        |